# 瑞典曆

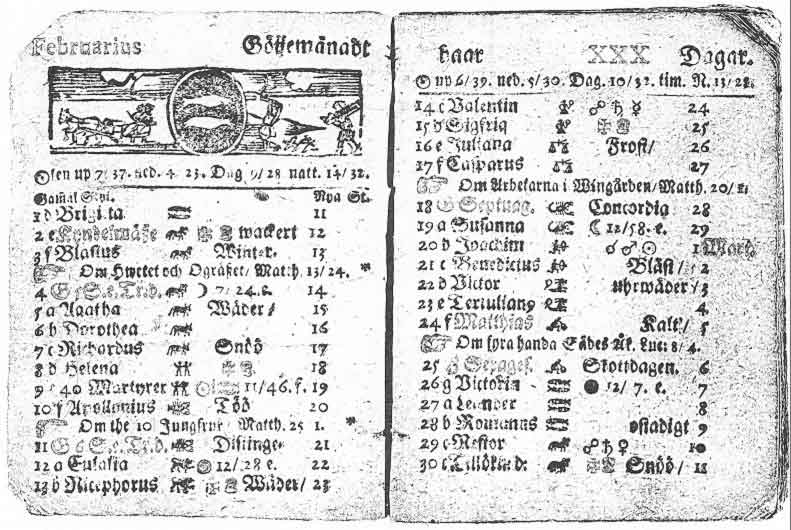
瑞典曆

瑞典曆，用於1700年3月1日至1712年2月30日，等同儒略曆日期加一日，也就是當時儒略曆的1700年2月29日至1712年2月29日。
1699年11月，決定瑞典將自1700年採用格里曆。過程是以11年的期間，每年縮減一日。（有些史料說計劃是1700年至1740年省略所有閏日，因此經過40年日期逐漸接近格里曆，最後接軌。）依照計劃1700年縮減一閏日，但爾後年份沒有縮減日期。1711年1月，卡尔十二世國王宣佈瑞典將抛棄不但沒有任何其他國家使用，也沒有達到其目標的曆法，並回到儒略曆。1712年閏年對2月加入額外一日，因此有獨特的30日。
1753年瑞典啓用格里曆，就是當年儒略曆2月17日星期三的次日是格里曆3月1日星期四，以修正11日的差距。然而，瑞典沒有接受格里曆判斷復活節的規則，直到1844年爲止。